# Horst Löchel
Horst Löchel (* 28. Februar 1954 in Frankfurt am Main) ist ein deutscher Volkswirt und  Professor für Volkswirtschaftslehre in Frankfurt am Main.

## Leben
Horst Löchel absolvierte nach dem Realschulabschluss eine Ausbildung zum Bankkaufmann bei einer Sparkasse (IHK-Abschluss). Anschließend wechselte er zunächst in ein Verlagshaus, dann in eine Bildungsorganisation; in beiden Unternehmen verantwortete er das Rechnungswesen. Parallel zu seiner Berufstätigkeit besuchte er das Abendgymnasium, wo er mit dem zweitbesten Abitur in Hessen 1985 abschloss. 1986 begann Horst Löchel sein Studium der Volkswirtschaftslehre an der Johann-Wolfgang-Goethe-Universität Frankfurt am Main, wo er im Jahr 1994 Summa cum laude promoviert wurde. Direkt im Anschluss nahm er einen Ruf auf eine Professur für Volkswirtschaftslehre an der Berufsakademie Berlin an. 1996 wechselte er an die Hochschule für Bankwirtschaft, eine Vorgängerorganisation der Frankfurt School of Finance & Management, wo er bis heute eine Professur für Volkswirtschaftslehre innehat.
2003 baute er für die Frankfurt School als Chairman und Vice President das Shanghai International Banking and Finance Institute (SIBFI) in Shanghai auf. 2009 gründete er das German Center of Banking and Finance, das die Frankfurt School und die China Europe International Business School (CEIBS) gemeinsam auf dem CEIBS-Campus in Shanghai betreiben. Außerdem berief ihn die CEIBS im Jahr 2009 zum Associate Professor für Economics, wo er bis 2020 Honorarprofessor war.
Im Sommer 2011 kehrte Horst Löchel an die Frankfurt School zurück, wo er von 2014 bis 2021 MBA-Programm-Direktor war und ab 2018 Co-Vorsitzender des Sino-German Centers e. V. Zurzeit arbeitet er einem Buch zur chinesischen Volkswirtschaft, das 2024 erscheinen soll.
In den 1970er Jahren war er politisch aktiv und kandidierte 1976 und 1980 für den Kommunistischen Bund Westdeutschland (KBW) als Bundestagskandidat.

## Veröffentlichungen (Auswahl)
- Institutionen, Transaktionskosten und wirtschaftliche Kosten. Ein Beitrag zur Theorie von Douglass C. North, Berlin (Duncker & Humblot) 1995 (zugleich Dissertation) ISBN 3-428-08274-5
- Institutionen und gesellschaftlicher Konflikt (Übersetzung von Jack Knight, Institutions and Social Conflict), Mohr Siebeck 1997.
- Finanzmärkte in Euroland - Funktionsbedingungen und Perspektiven (Hrsg.), Frankfurt, Bankkademie Verlag, 2000
- Mikroökonomik. Haushalte, Unternehmen, Märkte, Wiesbaden (Gabler Verlag) 2003
- The Future of Banking in China, Frankfurt (Hrsg. gemeinsam mit Xiaoju Zhao), Bankakademie-Verlag, 2006 ISBN 978-3-937519-58-6 (darin The Race to China - Strategies of Foreign Banks)
- 'Praxiswissen Volkswirtschaft für Banking & Finance", 3. Auflage, Frankfurt School Verlag, 2009
- China's Changing Banking Industry, (ed. gemeinsam mit Chun Chang), Frankfurt School Verlag, 2012
- Understanding China's Economy - Past, Present, Future (gemeinsam mit Tim Jablonski), Springer Science (erscheint 2024).